# Lista de transmissoras dos Jogos Olímpicos de Inverno de 2006
| País             | Organismo de radiodifusão |
| ---------------- | ------------------------- |
| Austrália        | Seven Network             |
| Áustria          | ORF                       |
| Bélgica          | VRT                       |
| Bélgica          | RTBF                      |
| Brasil           | SporTV                    |
| Canadá           | CBC                       |
| Canadá           | TSN                       |
| Canadá           | RDS                       |
| Canadá           | SRC                       |
| China            | CCTV-5                    |
| Croácia          | HRT                       |
| República Tcheca | ČT4 Sport                 |
| Dinamarca        | TV2                       |
| Estônia          | ETV                       |
| Finlândia        | YLE                       |
| França           | France 2                  |
| França           | France 3                  |
| Germany          | ARD                       |
| Germany          | ZDF                       |
| Grécia           | ERT                       |
| Islândia         | RÚV                       |
| Irlanda          | RTÉ                       |
| Israel           | Arutz 2                   |
| Itália           | RAI                       |
| Letônia          | LTV7                      |
| Luxemburgo       | RTL                       |
| Japão            | NHK                       |
| Malásia          | Astro                     |
| México           | Televisa                  |
| México           | TV Azteca                 |
| Montenegro       | RTCG 1                    |
| Países Baixos    | NOS                       |
| Países Baixos    | Nederland 2               |
| Nova Zelândia    | TVNZ                      |
| Noruega          | NRK                       |
| Noruega          | SportN                    |
| Polônia          | TVP                       |
| Romênia          | TVR                       |
| Rússia           | C1R                       |
| Rússia           | RTR                       |
| Sérvia           | RTS                       |
| Singapura        | MediaCorp 5               |
| Eslováquia       | STV                       |
| Eslovênia        | RTV Slovenija             |
| South Korea      | KBS                       |
| South Korea      | MBC                       |
| South Korea      | SBS                       |
| Espanha          | TVE                       |
| Suécia           | SVT                       |
| Suíça            | SSR                       |
| Suíça            | TSR                       |
| Suíça            | TSI                       |
| Turquia          | TRT                       |
| Ucrânia          | NTU                       |
| Reino Unido      | BBC                       |
| Estados Unidos   | NBC                       |
| Estados Unidos   | CNBC                      |
| Estados Unidos   | MSNBC                     |
| Estados Unidos   | USA Network               |
| Estados Unidos   | Telemundo                 |
| Estados Unidos   | Universal HD              |